# Rosenmund-redukció
A Rosenmund-redukció névvel jelölt szerves kémiai reakció, melynek során savhalogenidet hidrogéngázzal aldehiddé redukálnak bárium-szulfáttal mérgezett palládium-csontszén katalizátor fölött. A reakció nevét Karl Wilhelm Rosenmundról kapta.
A katalizátor mérgezése azért szükséges, mert ellenkező esetben annak túl nagy aktivitása miatt a savklorid primer alkohollá redukálódna.
A savkloridok diizobutil-alumínium-hidriddel (DIBALH) is aldehiddé redukálhatók.

## Fordítás
Ez a szócikk részben vagy egészben  a   Rosenmund reduction című angol Wikipédia-szócikk ezen változatának fordításán alapul.  Az eredeti cikk szerkesztőit annak laptörténete sorolja fel. Ez a jelzés csupán a megfogalmazás eredetét és a szerzői jogokat jelzi, nem szolgál a cikkben szereplő információk forrásmegjelöléseként.